# Menara Kompas III
La Menara Kompas III est un gratte-ciel de 226 mètres en construction à Jakarta en Indonésie. Son achèvement est prévu pour 2018. 